# Mohammed Abu Abdallah
Mohammed XII Abu Abdallah (ca. 1459 - ca. 1533) Arabisch: أبو عبد الله محمد الثاني عشر romanized: Abū ʿAbdi-llāh Muḥammad ath-thānī ʿashar) was de laatste Moorse koning van uit de Arabische Nasriden-dynastie van het Koninkrijk Granada. Toen de Spaanse christenen zijn naam hoorden, en daar iets als Mojamed Boabd-la in verstonden, verbasterden ze zijn naam tot Boabdil. Hij werd ook El Chico ('de kleine') en El Zogoybi ('de ongelukkige') genoemd. Mohammed Abu Abdallah was de oudste zoon van Muley Hacén; ook de namen Muley Abdul Hassan en Abu al-Hasan 'Ali komen voor. Zijn moeder wordt Fátima, maar ook Ayesha genoemd.

## Biografie
De laatste jaren van het koninkrijk werden gekenmerkt door spanningen en confrontaties tussen de verschillende facties binnen het rijk. Mohammed Abu Abdallah werd door zijn moeder aangespoord om tegen zijn vader te rebelleren, vermoedelijk omdat ze op een zijspoor was gezet, toen haar man een nieuwe concubine nam. In 1482 riep Mohammed Abu Abdallah zich tot nieuwe koning uit. Zijn vader werd verdreven.
Om zijn gezag meer prestige te geven, viel hij Castilië binnen, waarmee hij de Oorlog van Granada ontketende. Aanvankelijk lukte het hem om de christenen ten oosten van Málaga te verslaan. Kort daarop echter, in 1483, werd hij in Lucena gevangengenomen. Zijn vader Muley kwam tijdelijk terug op de troon om vervolgens de macht over te dragen aan zijn broer Al Zagal of Abdullah ez Zagal, de oom van Mohammed Abu Abdallah.

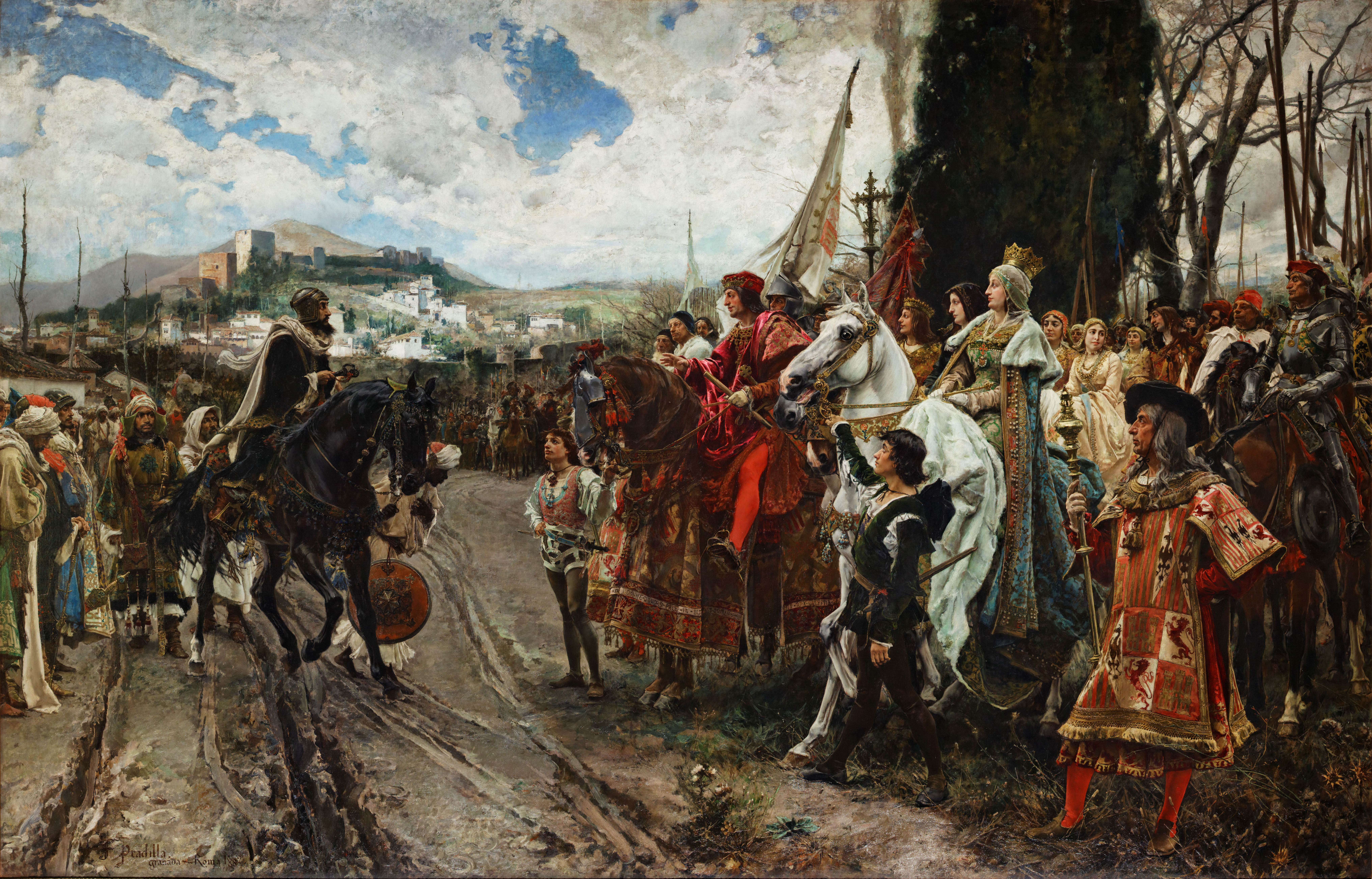
Overgave van Granada van F. Padilla. Links Mohammed Abu Abdallah en rechts Ferdinand en Isabella

Spoedig daarop werd Mohammed Abu Abdallah uit strategische overwegingen vrijgelaten. Hij keerde terug naar Granada, maar Al Zagal weigerde om zijn machtspositie weer aan zijn neef af te staan. De daaropvolgende jaren werd Granada verzwakt door een onderlinge machtsstrijd. In 1489 werd Mohammed Abu Abdallah opgeroepen om de stad over te geven; na diens weigering werd de stad belegerd. Uiteindelijk, op 2 januari 1492, viel de stad. De overgave geschiedde met alle egards en Mohammed ontving een Spaans landgoed om te wonen. Maar in 1494 ging hij naar Fez in Noord-Afrika, waar hij leefde onder de bescherming van de Wattasidische sultans van Marokko. Over zijn dood bestaan tegenstrijdige verhalen: de Arabische kroniekschrijver Al-Maqqari bericht dat nakomelingen van Mohammed Abu Abdallah hem in 1628 in Fez verteld hadden dat hun beroemde voorvader in 1518 of 1533 zou zijn overleden. Volgens de Spaanse kroniek Descripción general de África (1573) zou hij zijn gevallen in een veldtocht voor de Marokkaanse sultan in de slag bij Abu Aqba (1536).

## Naleven
De plek waar Boabdil een laatste blik geworpen zou hebben op Granada heet nog steeds El último suspiro del Moro ('de laatste zucht van de Moor'). Daarbij zou zijn moeder hem sarcastisch hebben toegevoegd: 'Huil maar als een vrouw om wat je als een man niet kon verdedigen.' De bergpas zelf heet Puerto del Suspiro del Moro ('De pas van de zucht van de Moor').
Echter de uitspraak 'Huil maar als een vrouw om wat je als een man niet kon verdedigen.' is omstreden. Het wordt namelijk gezien als een vorm van vernedering en kleinering, maar wel passend in de tijdsgeest om het tragedie te accentueren zo ook 'de laatste zucht'. Deze uitspraak zou later zijn bedacht door Antonio de Guevara  (c 1481 -. 3 april 1545) een Spaanse bisschop en auteur in 1526 , om Keizer Karel V en zijn vrouw Isabella van Portugal (1503-1539) te entertainen en dichter bij hen te komen tijdens hun huwelijksreis in Granada.  Antonio de Guevara benoemd dit verhaal in (brief nummer 19) in zijn boek 'Epistolae familiares' (1539 ) dat hij dit zou hebben gehoord van een van de Morisken die Boabdil diende.
Het verhaal van de laatste Moorse heerser in Spanje is een dankbaar onderwerp geweest van vele kunstenaars. In het boek De laatste zucht van de Moor (1995) van Salman Rushdie wordt er veelvuldig aan gerefereerd. Het bekendste Nederlandse boek is de roman De ongelukkige van Louis Couperus (1915).